# Dorfkirche Ruttersdorf

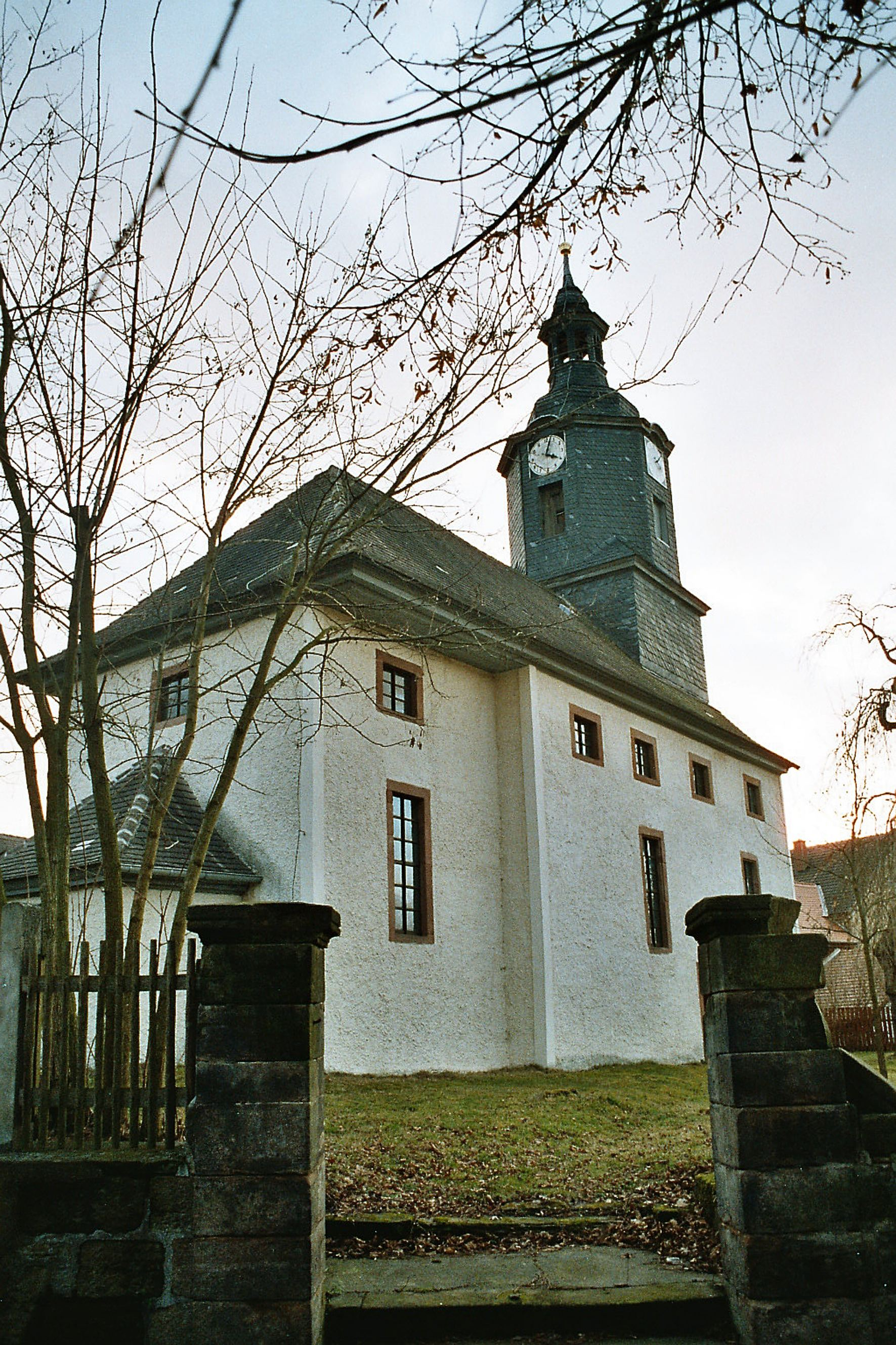
Die Kirche

Die Dorfkirche Ruttersdorf steht in der Gemeinde Ruttersdorf im Saale-Holzland-Kreis in Thüringen. Sie gehört zum Pfarrbereich Stadtroda im Kirchenkreis Eisenberg der Evangelischen Kirche in Mitteldeutschland.

## Lage
Die Kirche befindet sich zentral an der Dorfstraße nah der nördlich vorüberführenden Landesstraße 2315.

## Geschichte
1636 während des Dreißigjährigen Krieges wurde die Kirche auf den Grundmauern einer Vorgängerkirche errichtet. 1768 fügte man die Sakristei an ihrer Ostseite an. Diese Jahreszahl ist in der Wetterfahne des Kirchturmes zu lesen. Im selben Jahr wurde im Chor der freistehende Kanzelaltar aufgestellt. Im Schalldeckel sind die Worte „Glaube, Liebe, Hoffnung“ angebracht.

## Ausstattung und Orgel
Im Kirchenschiff ist eine dreiseitige Empore eingebaut. Auf der Westempore steht die 1873 von den Gebrüdern Poppe aus Roda geschaffene Orgel mit zwei Manualen, Pedal und 15 Registern.

## Kirchturm
Im achteckigen verschieferten Kirchturm mit Schweifkuppel hängen die Glocken. Die Glocken mussten im Ersten Weltkrieg als Metallspende des deutschen Volkes abgegeben werden, ebenso die 1927 angeschafften Bronze-Kirchenglocke im Zweiten Weltkrieg. Nur die mittlere Glocke blieb verschont. 1960 wurde das Geläut komplettiert.